# Слинько, Евдокия Сергеевна
Евдокия Сергеевна Слинько (урожд. Базавлюк, 1923 — ?) — колхозница, звеньевая колхоза «Новая жизнь» Кагановичского района Фрунзенской области, Киргизская ССР. Герой Социалистического Труда (1948).

## Биография
Родилась в 1923 году в селе Нежинка Петропавловского уезда Акмолинской губернии (ныне — Район имени Габита Мусрепова Северо-Казахстанской области Казахстана). В дальнейшем семья переехала в Фрунзенскую область.
Возглавляла свекловодческое звено в колхозе «Новая жизнь» Кагановичского района Фрунзенской области. В 1947 году звено под её руководством собрало в среднем по 870 центнеров сахарной свеклы с каждого гектара. Указом Президиума Верховного Совета СССР от 26 марта 1948 года удостоена звания Героя Социалистического Труда с вручением ордена Ленина и золотой медали «Серп и Молот».
Проживала в Сокулукском районе.